# 石津亮澄
石津 亮澄（いしづ すけずみ、1779年11月20日（安永8年10月13日）- 1840年3月12日（天保11年2月9日））は、江戸時代後期の国学者、歌人である。号は富草屋または米居。通称は并輔。

## 経歴・人物
摂津大坂の曽根崎に生まれる。後に同郷の尾崎雅嘉の門人となり和歌を学び、また本居大平の門人ともなり国学も学んだ。その後独立し唐物町（現在の大阪市中央区南本町付近）にて寺子屋を開き、またこの頃に契沖が執筆した改訂著書を出版した。
また鯛屋貞柳が詠んだ狂歌を研究したものや、現在は数本しか残っていないとされている和歌集を歌稿したものも執筆し出版した。

## 主な著作物

### 歌集
- 『漫吟集類題』
- 『柳翁狂歌類題』
- 『夫木和歌集古調』

### 改訂書
- 『徒然草新釈』